# Set List ~Greatest Songs 2006–2007~
SET LIST ~Greatest Songs 2006–2007~ (jap. SET LIST〜グレイテストソングス 2006-2007〜) – pierwsza kompilacja japońskiego zespołu AKB48, wydana w Japonii przez DefSTAR Records 1 stycznia 2008 roku.
Album został wydany w dwóch edycjach: regularnej (CD) oraz limitowanej (CD+DVD). Album osiągnął 29 pozycję w rankingu Oricon i pozostał na liście przez 47 tygodni, sprzedał się w nakładzie 170 062 egzemplarzy. Zdobył status platynowej płyty.

## Lista utworów
| Nr  | Tytuł                                                                    | Słowa           | Kompozycja      | Aranżacja                       | Czas |
| --- | ------------------------------------------------------------------------ | --------------- | --------------- | ------------------------------- | ---- |
| 1.  | „Aitakatta” (jap. 会いたかった)                                          | Yasushi Akimoto | BOUNCEBACK      | Tomonori Taguchi, Haruo Inatome |      |
| 2.  | „BINGO!”                                                                 | Yasushi Akimoto | Hideki Naruse   | Tetsuya Ōuchi                   |      |
| 3.  | „Yūhi o miteiru ka?” (jap. 夕陽を見ているか?) (Original Mix)             | Yasushi Akimoto | Mio Okada       | Tomoaki Takashima               |      |
| 4.  | „Boku no taiyō” (jap. 僕の太陽)                                          | Yasushi Akimoto | Yoshimasa Inoue | Yoshimasa Inoue                 |      |
| 5.  | „Mirai no kajitsu” (jap. 未来の果実)                                     | Yasushi Akimoto | Mio Okada       | Tomoaki Takashima               |      |
| 6.  | „Dear my teacher”                                                        | Yasushi Akimoto | Mio Okada       | Ieatsu Ei                       |      |
| 7.  | „Skirt, hirari” (jap. スカート、ひらり) (Album Mix)                      | Yasushi Akimoto | Mio Okada       | Atsushi Umebori                 |      |
| 8.  | „Seifuku ga jama o suru” (jap. 制服が邪魔をする)                         | Yasushi Akimoto | Yoshimasa Inoue | Yoshimasa Inoue                 |      |
| 9.  | „Virgin love”                                                            | Yasushi Akimoto | Yoshimasa Inoue | Yoshimasa Inoue                 |      |
| 10. | „Keibetsu shiteita aijō” (jap. 軽蔑していた愛情)                         | Yasushi Akimoto | Yoshimasa Inoue | Yoshimasa Inoue                 |      |
| 11. | „Tanjōbi no yoru” (jap. 誕生日の夜) (Album Mix)                          | Yasushi Akimoto | Mio Okada       | Tomoaki Takashima               |      |
| 12. | „Korogaru ishi ni nare” (jap. 転がる石になれ)                            | Yasushi Akimoto | Yō Yamazaki     | Funta                           |      |
| 13. | „Sakura no hanabiratachi” (jap. 桜の花びらたち)                          | Yasushi Akimoto | Hiroshi Uesugi  | Nobuhiko Kashiwara              |      |
| 14. | „Aitakatta” (Akimoto Sayaka ver.) (jap. 会いたかった (秋元才加ver.))     |                 |                 |                                 |      |
| 15. | „Aitakatta” (Itano Tomomi ver.) (jap. 会いたかった (板野友美ver.))       |                 |                 |                                 |      |
| 16. | „Aitakatta” (Umeda Ayaka ver.) (jap. 会いたかった (梅田彩佳ver.))        |                 |                 |                                 |      |
| 17. | „Aitakatta” (Ōe Tomomi ver.) (jap. 会いたかった (大江朝美ver.))          |                 |                 |                                 |      |
| 18. | „Aitakatta” (Ōshima Mai ver.) (jap. 会いたかった (大島麻衣ver.))         |                 |                 |                                 |      |
| 19. | „Aitakatta” (Ōshima Yūko ver.) (jap. 会いたかった (大島優子ver.))        |                 |                 |                                 |      |
| 20. | „Aitakatta” (Ono Erena ver.) (jap. 会いたかった (小野恵令奈ver.))        |                 |                 |                                 |      |
| 21. | „Aitakatta” (Kasai Tomomi ver.) (jap. 会いたかった (河西智美ver.))       |                 |                 |                                 |      |
| 22. | „Aitakatta” (Kobayashi Kana ver.) (jap. 会いたかった (小林香菜ver.))     |                 |                 |                                 |      |
| 23. | „Aitakatta” (Kojima Haruna ver.) (jap. 会いたかった (小嶋陽菜ver.))      |                 |                 |                                 |      |
| 24. | „Aitakatta” (Shinoda Mariko ver.) (jap. 会いたかった (篠田麻里子ver.))   |                 |                 |                                 |      |
| 25. | „Aitakatta” (Takahashi Minami ver.) (jap. 会いたかった (高橋みなみver.)) |                 |                 |                                 |      |
| 26. | „Aitakatta” (Tojima Hana ver.) (jap. 会いたかった (戸島花ver.))          |                 |                 |                                 |      |
| 27. | „Aitakatta” (Nakanishi Rina ver.) (jap. 会いたかった (中西里菜ver.))     |                 |                 |                                 |      |
| 28. | „Aitakatta” (Narita Risa ver.) (jap. 会いたかった (成田梨紗ver.))        |                 |                 |                                 |      |
| 29. | „Aitakatta” (Noro Kayo ver.) (jap. 会いたかった (野呂佳代ver.))          |                 |                 |                                 |      |
| 30. | „Aitakatta” (Maeda Atsuko ver.) (jap. 会いたかった (前田敦子ver.))       |                 |                 |                                 |      |
| 31. | „Aitakatta” (Matsubara Natsumi ver.) (jap. 会いたかった (松原夏海ver.))  |                 |                 |                                 |      |
| 32. | „Aitakatta” (Minegishi Minami ver.) (jap. 会いたかった (峯岸みなみver.)) |                 |                 |                                 |      |
| 33. | „Aitakatta” (Miyazawa Sae ver.) (jap. 会いたかった (宮澤佐江ver.))       |                 |                 |                                 |      |